# Santo Domingo Nuxaá
Santo Domingo Nuxaá är en ort i Mexiko.   Den ligger i kommunen Santo Domingo Nuxaá och delstaten Oaxaca, i den sydöstra delen av landet, 300 km sydost om huvudstaden Mexico City. Santo Domingo Nuxaá ligger 1 946 meter över havet och antalet invånare är 182.
Terrängen runt Santo Domingo Nuxaá är kuperad. Runt Santo Domingo Nuxaá är det glesbefolkat, med 17 invånare per kvadratkilometer. Närmaste större samhälle är San Mateo Sosola, 19,8 km norr om Santo Domingo Nuxaá. I omgivningarna runt Santo Domingo Nuxaá växer huvudsakligen savannskog.